# He-Man i władcy wszechświata (serial animowany 1983)
He-Man i władcy wszechświata (ang. He-Man And The Masters Of The Universe) – amerykański serial animowany, wyprodukowany przez Filmation powstawał w latach 1983–1985, wyemitowany po raz pierwszy w USA Network w 1983 roku. Serial w Polsce po raz pierwszy pojawił się w TVP2 7 stycznia 1988 roku (nadawany był w czwartkowe popołudnia).  W latach 90. był emitowany w Polsacie o godz. 19:30, a na początku lat 2000. był emitowany przez TVN w paśmie Bajkowe kino w drugiej wersji lektorskiej.
Serial powstał na podstawie zabawek produkowanych przez firmę Mattel i wydawanego w latach 1981–1983 mini-komiksu o przygodach He-Mana i Szkieletora.

## Obsada (głosy)
- John Erwin – 
  - He-Man / książę Adam,
  - Bestia,
  - Ram Man,
  - różne role
- Alan Oppenheimer – 
  - Kot Bojowy / Kiciuś,
  - Zbrojny Rycerz,
  - Szkieletor,
  - Wodnik,
  - różne role
- Lou Scheimer – 
  - Orko,
  - król Randor,
  - Żelaznoszczęki,
  - Tri-Klops,
  - różne role
- Linda Gary – 
  - Teela,
  - Evil-Lyn,
  - Czarodziejka,
  - królowa Marlene,
  - różne role
- George DiCenzo – różne role
- Erika Scheimer – różne role

## Fabuła
Adam, książę Eternii, otrzymał od Czarodziejki zamieszkującej Posępny Czerep czarodziejski miecz. Kiedy podnosi go i wypowiada słowa: „Na potęgę Posępnego Czerepu, mocy przybywaj!” przemienia się w He-Mana – najpotężniejszego człowieka we wszechświecie, a jego tchórzliwy tygrys Cringer – w Kota Bojowego. Wraz ze swymi przyjaciółmi walczy z siłami zła Szkieletora, który nie ustaje w próbach podbicia Eternii.

## Bohaterowie
- He-Man / książę Adam – obdarzony nadprzyrodzoną siłą człowiek. Na co dzień jest Adamem, następcą tronu Eternii, który odgrywa rolę tchórza, by nikt nie odkrył, kim jest naprawdę. Zmienia się w He-Mana za pomocą miecza, który otrzymał od Czarodziejki, używając słów „Na potęgę Posępnego Czerepu, mocy przybywaj!” (ang. By the power of Grayskull...I have the Power!).
- Kot Bojowy (ang. Battlecat) / Kiciuś (ang. Cringer) – zwierzę należące do księcia Adama, zielony tygrys o pomarańczowych pręgach, z zdolnością do ludzkiej mowy. W swej prawdziwej postaci jest niesamowicie tchórzliwy i leniwy. Zmieniając się w Kota Bojowego staje się dwa razy większy i nieustraszony.

### Przyjaciele
- Teela – kapitan straży królewskiej, córka Czarodziejki. Jednym z jej obowiązków jest szkolenie księcia Adama, który nie przykłada się do lekcji, doprowadzając Teelę do wsciekłości. Podziwia He-Mana i chce, by Adam był taki jak on, nie wiedząc, że ci dwaj to jedna i ta sama osoba.
- Zbrojny Rycerz (ang. Man-at-Arms) – dowódca armii królewskiej oraz nadworny konstruktor maszyn i wynalazków wojennych, przybrany ojciec Teeli. Jest bardzo opanowany i spokojny, w walce często stosuje inne rozwiązania niż siła. Cierpliwość jedynie traci, gdy pada ofiarą skutków ubocznych czarów Orko. „Zbrojny Rycerz” to jego tytuł honorowy, na imię ma Duncan. Jest jedną z trzech osób znających sekret księcia Adama.
- Orko – nadworny magik. Pochodzi z rasy Trollan, istot z innego wymiaru parających się magią. Jako przedstawiciel tej rasy zakrywa swoją twarz w cieniu i pokazuje ją tylko partnerce życiowej. Z powodu inaczej ustawionych biegunów na Eternii jego czary często nie działają tak, jakby tego życzył. Jest jedną z trzech osób znających sekret księcia Adama.
- Czarodziejka (ang. Sorceress) – strażniczka mocy Posępnego Czerepu; potrafi zmieniać się w ptaka – nosi wówczas imię Zoar. Prawdziwa matka Teeli, jednak trzyma to dla bezpieczeństwa w sekrecie, wierząc, że córka przejmie kiedyś po niej opiekę nad mocą Posępnego Czerepu. Jest jedną z trzech osób znających sekret księcia Adama.
- Król Randal (ang. King Randor) – władca Eternii, ojciec Adama. Dobry i sprawiedliwy władca oraz wojownik. Irytuje go tchórzostwo i lenistwo syna i dużo od niego wymaga jako od następcy tronu. Chciałby, żeby Adam był taki jak He-Man.
- Królowa Marlena (ang. Queen Marlene) – władczyni Eternii, matka Adama. Ziemianka, która podczas podróży kosmicznej wpadła w wir meteorytów i zmuszona była lądować awaryjnie na planecie Eternia. Odnalazł ją młody wówczas Randal i oboje się pokochali. Marlena zdecydowała, że zostaje na Eternii. Nie jest tak szorstka dla syna jak jej mąż i zdaje się podejrzewać, że Adam i He-Man to jedna i ta sama osoba.
- Taran (ang. Ram-Man) – wielki, twardogłowy i dość gruby człowiek. Używa głowy, by przebijać się przez mury.

### Wrogowie
- Szkieletor (ang. Skeletor) – demon z innego wymiaru o twarzy podobnej do ludzkiej czaszki. Swoją moc opiera o magię. Jego celem jest zdobycie tronu Eternii, czego pragnie dokonać, zdobywszy moc skrytą w Posępnym Czerepie. Jedyna osoba na Eternii mogąca równać się z He-Manem.
- Wiedźma (ang. Evil-Lyn) – czarownica na usługach Szkieletora. Jest ambitna i żądna władzy i ma własne plany co do Eternii, potrafi jednak kryć się ze swoimi ambicjami.
- Bestia (ang. Beastman) – władca zwierząt i potworów. Z wyglądu przypomina nieco goryla, jego ciało porośnięte jest rudą sierścią. Nie cechuje go zbytnia inteligencja. Jest sługą Szkieletora.
- Wodnik (ang. Mer-Man) – król Kryształowego Morza, władca morskich istot zamieszkujących Eternię podlegający Szkieletorowi. Analityk bardziej stawiający na strategię niż bezpośrednią walkę.
- Żelaznoszczęki (ang. Trap Jaw) – konstruktor broni na usługach Szkieletora. Cyborg o sztucznej żuchwie i robotycznej protezie ramienia z możliwością zamiany broni. Brutalny, jednak zwykle niekompetentny.
- Tri-Klops – jeden z podwładnych Szkieletora. Posiada „opaskę”, dzięki której potrafi strzelać promieniami z oczu i widzieć w różnych wizjach. Jego siła niemal dorównuje He-Manowi.

## Wersja polska

### Pierwsza wersja lektorska (1987 r.)
Udźwiękowienie: Studio Filmowe Semafor
Opracowanie: Piotr Dobrzyński
Czytał: Piotr Dobrzyński

### Druga wersja lektorska (2000 r.)
Czytał: Tomasz Kozłowicz